# Casa al carrer Agoders, 22-24 (Tàrrega)
Casa al carrer Agoders, 22-24 és una obra de Tàrrega (Urgell) protegida com a Bé Cultural d'Interès Local.

## Descripció
Edifici entre mitgeres de planta baixa, dos pisos i golfes i coberta a dues aigües amb carener paral·lel a la façana principal, la qual s'articula a partir de tres eixos de composició vertical. A la part central de la planta baixa se situa la porta d'accés a l'immoble, de fusta i amb un emmarcament de pedra. Aquesta última està flanquejada per dues obertures rectangulars que formen part de dos locals d'ús comercial. Al primer pis s'obren tres obertures, també rectangulars i amb un emmarcament en pedra molt senzill; cadascuna d'elles compta amb un balcó individual de ferro forjat sense cap mena d'ornamentació. Al pis superior també hi ha tres obertures amb el mateix tipus d'emmarcament que les del pis inferior i amb balcons individuals, tot i que aquests no sobresurten tant com la resta. El nivell de les golfes, amb tres petites finestres rectangulars, està separat visualment de la resta de pisos a través d'una línia d'imposta motllurada. Coronen la façana diverses cornises que aporten cert aspecte neoclàssic al coronament de l'edifici. Tot el conjunt està arrebossat i pintat.